# 滇虹藥業
滇虹药业集团股份有限公司，簡稱滇虹药业集团股份、滇虹药业集团，以及滇虹药业（英語：DIHON PHARMACEUTICAL GROUP CO., LTD.），於1993年由美国大东企业公司設立，當時名為「昆明滇虹药业有限公司」。1997年申請註冊康王商標。2014年11月3日滇虹药业被拜耳集团收购，成为拜耳集团子公司。
董事長為郭振宇。總部位於昆明国家高新技术产业开发区科医路45号。
現時業務於中國和全球經營生產及銷售非处方药、处方药、以及保健品。

## 連結
- Dihon.com